# Arequipa
|  | Aquest article tracta sobre la ciutat. Si cerqueu altres significats, vegeu « Arequipa (desambiguació)». |

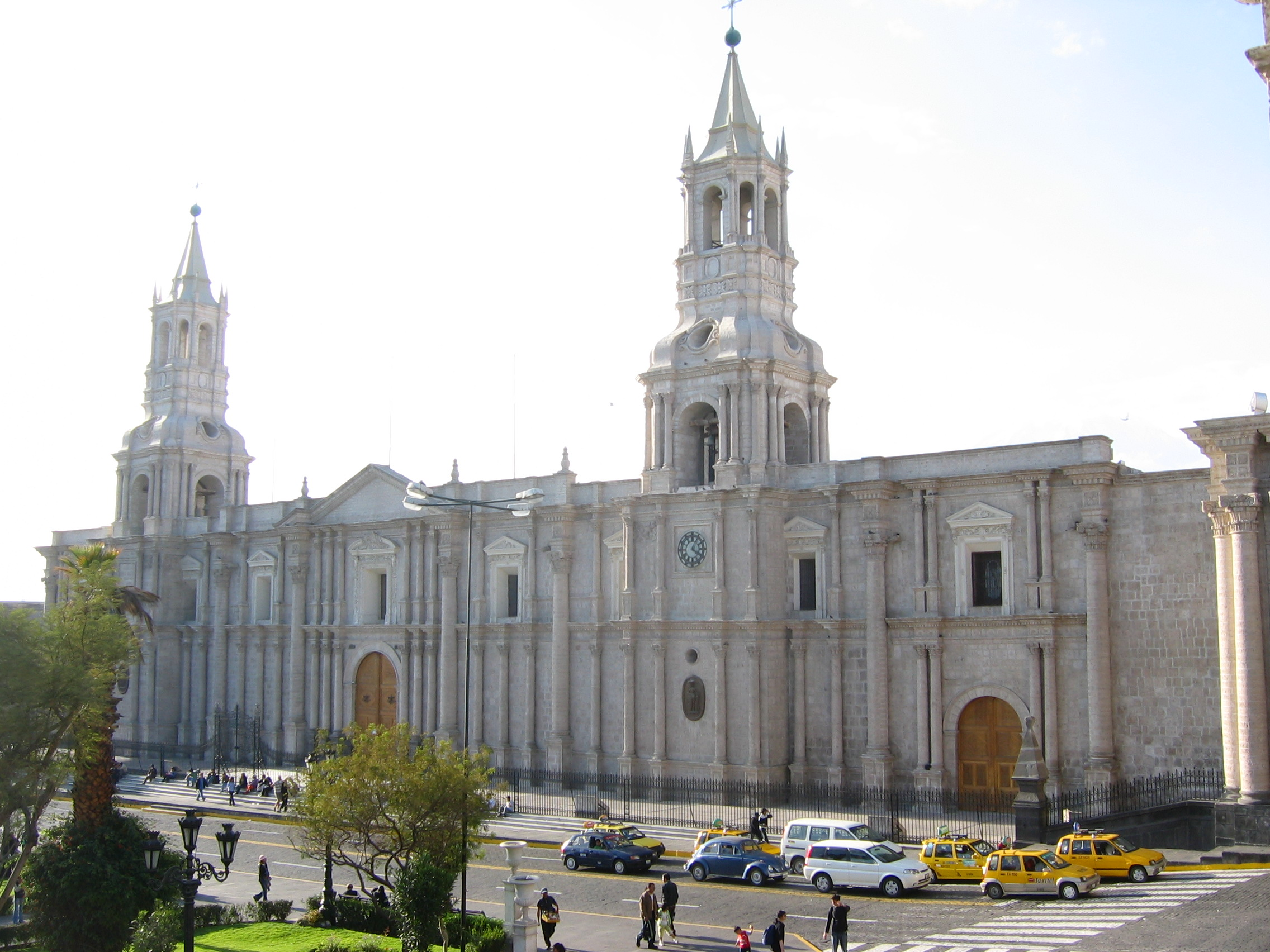
Catedral d'Arequipa

Arequipa és una ciutat del sud del Perú, capital de la regió homònima. Amb 1.008.290 habitants el 2017 (819.273 el 2005), és la segona ciutat més poblada de l'estat. Està situada a la regió dels Andes, a 2.380 metres d'altitud, emmarcada pel Misti, volcà cobert de neus perpètues. Precisament el nom d'Arequipa prové de l'aimara arikipa, 'prop de la muntanya', en referència a aquest volcà. Ha sofert diversos terratrèmols al llarg de la història; els més importants, els del 1868 i el 2001.
Fundada el 15 d'agost de 1540, la ciutat té un bon nombre d'edificis de l'època colonial espanyola fets amb sillar, una roca porosa blanca d'origen volcànic, que li ha valgut el sobrenom de La Ciudad Blanca. El centre històric d'Arequipa fou inscrit al Patrimoni de la Humanitat per la UNESCO l'any 2000, en reconeixement de la seva integritat arquitectònica i històrica.
És seu de diverses universitats i disposa de l'aeroport internacional Rodríguez Ballón.

## Fills il·lustres
- Felipe L. Urquieta (1897-1950) compositor musical.
- Mario Vargas Llosa (1936-2025) escriptor, Premi Nobel de Literatura de l'any 2010.